# Teen Wolf (TV-serija, 2011)
Teen Wolf je ameriška nadnaravna najstniška dramska televizijska serija, ki jo je razvil Jeff Davis za MTV in ohlapno temelji na istoimenskem filmu iz leta 1985. Naslovnega junaka, mladega volkodlaka, ki brani svoje kalifornijsko mesto pred nadnaravnimi bitji in drugimi grožnjami upodablja Tyler Posey.
Serija je bila premierno prikazana 5. junija 2011, po šestih sezonah pa se je zaključila 24. septembra 2017. Od kritikov je prejela na splošno pozitivne ocene in osvojila tri nagrade saturn za najboljšo televizijsko serijo, usmerjeno v mlade. Serija je prejela tudi 13 nagrad Teen Choice Awards, devet za predstave Poseyja, Dylana O'Briena, Tylerja Hoechlina, Hollanda Rodena in Shelley Hennig ter štiri za Choice Summer TV Series. Filmska oživitev, ki jo je napisal in produciral Davis, naj bi bila premierno prikazana na Paramount+.

## Povzetek vsebine
Teen Wolf se vrti okoli Scotta McCalla, srednješolca, ki živi v izmišljenem kalifornijskem mestu Beacon Hills. Scott postane istoimenski najstniški volkodlak v seriji, potem ko ga noč pred drugim letnikom srednje šole ugrizne alfa volkodlak, kar drastično spremeni njegovo nekoč običajno življenje. Ugriz ga prisili, da uravnoteži svojo novo identiteto s svojim vsakodnevnim najstniškim življenjem in sčasoma pomaga zaščititi svoj domači kraj, za katerega izve, da privablja nadnaravne dejavnosti.
Scott začne serijo kot razmeroma nepriljubljen in neatletski študent, ki živi s svojo ločeno mamo Melisso, medicinsko sestro v bolnišnici Beacon Hills Memorial Hospital. Kot volkodlak razvije povečane fizične sposobnosti in čute, ki presegajo tiste kot običajni človek, vendar mora nadzorovati tudi živalske nagone, ki jih okrepijo občutki agresije in polne lune. Zadeve še dodatno zapletejo, da Scott razvije romantična čustva do nove sošolke Allison Argent, ki prihaja iz družine lovcev na volkodlake, ki vključuje njenega očeta Chrisa Argenta. Scottu pri upravljanju njegovega novega življenja pomagata njegov najboljši prijatelj Stiles Stilinski, sin šerifa Beacon Hillsa Stilinskega, in naravno rojeni volkodlak Derek Hale. Nadnaravni dogodki v okolici Beacon Hillsa na koncu prizadenejo tudi Lydijo Martin, priljubljeno in inteligentno študentko, ki odkrije, da je banshee, in Jacksona Whittemoreja, kapetana šolske ekipe za lacrosse, ki je zameril Scottovo novo pridobljeno pozornost. Ko se pojavijo nove in znane grožnje, se Scottu pridružijo volkojot Malia Tate, kitsune Kira Yukimura in Scottov prvi beta volkodlak Liam Dunbar, ki varuje svojo družino, prijatelje in preostanek mesta.

## Razvoj in proizvodnja
Junija 2009 je MTV objavil, da bodo film Teen Wolf iz leta 1985 prilagodili v novo televizijsko serijo "z večjim poudarkom na romantiki, grozljivkah in mitologiji volkodlaka". Film je bil predhodno prirejen za televizijo kot animirana serija, ki je bila predvajana na CBS v letih 1986–87.
Za serijo MTV je ustvarjalec in izvršni producent Jeff Davis želel razviti temnejšo, bolj seksi in ostro različico od filma iz leta 1985. Davisova želja je bila posneti triler s komičnimi prizvoki, vendar v tonu, ki je bolj podoben tistemu iz vampirskega filma The Lost Boys iz leta 1987. Po Davisovih besedah se je vse začelo z idejo, da bi naredili hommage Stand by Me, kjer na začetku otroci hodijo ven in iščejo truplo v gozdu in ni ravno tisto, kar pričakujejo. Videz predstave so deloma navdihnila bitja Guillerma del Tora v Panovem labirintu; Producenti so volkodlake označili za lepe, elegantne in strašljive hkrati.
Ko je bila predstava končana, je Davis postavil v vrsto avstralskega režiserja Russella Mulcahyja, ki je projektu dodal grozo. Mulcahy je vodil pilotno predstavitev in je izvršni producent in notranji direktor.
Decembra 2010 so bile objavljene vse napovedi igralske zasedbe, v glavni zasedbi pa so bili Tyler Posey, Crystal Reed, Tyler Hoechlin, Dylan O'Brien, Holland Roden in Colton Haynes. Poseyja so izbrali za glavno vlogo Scotta McCalla, neumnega srednješolca, ki po ugrizu volkodlaka začne opažati spremembe pri sebi, Reed igra Allison Argent, ljubko novo dekle v šoli, ki jo Scott takoj pritegne, Hoechlin igra Derek Hale, čeden lokalni fant, ki je v resnici zloben in plenilski volkodlak, in O'Brien, ki igra Stilesa, Scottovega najboljšega prijatelja. Roden igra Lydio Martin, priljubljeno in nadzorovano dekle Jacksona Whittemoreja, in Haynes, ki igra Jacksona Whittemoreja, Scottovega soigralca in tekmeca v lacrosseu.
Produkcija dvanajstih epizod se je začela oktobra 2010 v Atlanti v državi Georgia. MTV je 31. maja 2011 na svoji spletni strani objavil kratek vpogled v prvih osmih minutah pilota. Epizode Teen Wolf je sestavil glasbeni skladatelj Dino Meneghin. Od 2. sezone so se uvodne špice oddaje dramatično spremenile v daljšo obliko, ki prikazuje glavne junake, ki se pojavljajo med izvajanjem akcije (kot je Colton Haynes, ki izvaja met za lakros), skupaj z ustreznimi imeni igralcev.
Novi otvoritveni naslovi vključujejo tudi novo tematsko pesem oddaje. Junija 2012 je serija prejela pogojno odobritev kalifornijske davčne olajšave za filme in TV. Na Comic-Conu 2012 je igralska zasedba potrdila, da je bila oddaja podaljšana za daljšo tretjo sezono, ki obsega štiriindvajset epizod. Junija 2013 je bila serija ponovno izbrana za kalifornijski davčni dobropis.
24. septembra 2021 je Paramount+ naročil ponovni film za serijo, večina igralske zasedbe pa naj bi se vrnila.

## Razlike in podobnosti od filmov
Teen Wolf nima nobene kontinuitete s filmom Teen Wolf iz leta 1985 ali njegovim nadaljevanjem Teen Wolf Too, vendar vsebuje aluzije na film, ki je navdihnil njegovo premiso. Originalni film govori o tipičnem nerodnem najstniku Scottu, ki igra košarko, ki se ukvarja s srednjo šolo in življenjem volkodlaka. Tako v filmu kot v oddaji Scott žanje prednosti slave volkodlak, saj s svojimi na novo odkritimi močmi doseže zaupanje in sprejetost svojih vrstnikov, in ima tesnega prijatelja po imenu Stiles. V filmu iz leta 1985 je Scott igral košarko, medtem ko v seriji igra lacrosse; Stiles nosi retro britanske majice v TV seriji in ne žaljive majice iz filma; in Scott se v seriji z ugrizom spremeni v volkodlaka, medtem ko v filmu to lastnost podeduje po očetu.
Medtem ko so filmi Teen Wolf komedije, je serija MTV drama, ki vsebuje komične elemente, pa tudi temne teme, nasilje in krvavitev. Pisatelji so se že zgodaj odločili, da bodo vampirje izključili iz svoje mitologije v oddaji.

## Sprejem

### Kritični odziv
Prva sezona serije je požela na splošno pozitiven odziv profesionalnih kritikov, nekateri so jo pohvalili kot boljšo kakovost v primerjavi z drugimi oddajami MTV. Glede na Metacritic, ki ocenam osrednjih kritikov dodeli oceno od 100, ima oddaja povprečno oceno 61 od 100, kar na podlagi štirinajstih ocen pomeni »na splošno ugodne ocene«. Metacritic oddajo navaja tudi kot drugo najbolj ocenjeno MTV serijo profesionalnih kritikov za Awkwardom.
Zbiralec ocen Rotten Tomatoes poroča, da je 68 % od 25 kritikov prvi sezoni dalo pozitivno oceno. Konsenz spletnega mesta je: "Zahvaljujoč karizmatični glavni vlogi v Tylerju Poseyju in nekaj črnega, zagrizenega humorja je Teen Wolf prijetno poletno presenečenje, čeprav stopi na poznana tla. Linda Stasi, pisateljica iz New York Posta, je podelila nagrado premiera serije je popolna ocena, ki pravi: "Ne samo, da je res dobro premišljena, ampak tudi lepi otroci v oddaji lahko dejansko igrajo." Verne Gay iz Newsdayja je tudi pridržal visoko pohvalo za predstavo in jo označil za "zmagovalca in kar je najboljše, zabava". David Hinckley iz New York Daily News je pozitivno komentiral serijo in svojo recenzijo zaključil z "Volkodlaki, lepa dekleta, neumni nasilneži in lacrosse. Kaj več bi pravzaprav lahko zahtevali od srednje šole?" Filmski kritik Rex Reed je oboževalec serije in jo označil za "najbolj seksi oddajo na televiziji danes."
Nekateri kritiki so imeli manj pozitivno reakcijo na prvo epizodo. Troy Patterson iz Slate ji je dal mešano oceno in jo označil za "lahko in prehodno duhovito nadnaravno dramo". James Poniewozik iz revije Time je prav tako imel mešane občutke do oddaje, rekoč: "Pilot ni slab, točno – je v dobrem tempu, če je na mestih malo trmast in je nekaj spodobnega zafrkavanja v slogu CW – vendar je skoraj povsem tisto, kar Pričakoval bi od katere koli nadnaravne najstniške drame." Po finalu prve sezone avgusta 2011 je Ian Gray iz indieWire serijo pozitivno ocenil, Angel Cohn iz Television Without Pity pa jo je razglasil za tretjo najboljšo novo oddajo poletja. BuddyTV je Teen Wolf uvrstil na 4. mesto na seznamu najboljših novih televizijskih oddaj v letu 2011.
Druga sezona oddaje je prejela še več pozitivnih ocen kot prva, saj je Rotten Tomatoes poročal o 90-odstotni oceni odobritve na podlagi 10 kritičnih ocen. Pozitivne ocene je prejela tudi tretja sezona, ki si je na podlagi 17 pregledov prislužila 88-odstotno oceno.
Kljub na splošno pozitivnemu sprejemu se je oddaja spopadla s predstavitvijo likov in vprašanj LGBTQ ter je bila kritizirana zaradi queerbaitinga.

### Ocene
Premiera serije je skupno pritegnila 2,17 milijona gledalcev. Po predvajanju svoje tretje epizode naj bi Teen Wolf z izjemnim zagonom odhajal v četrti teden po 23-odstotnem povečanju med osebami, starimi od 12 do 34 let, z 1,6 v predstavitvi. Teen Wolf je bil z dvomestno odstotno rastjo med skupnim številom gledalcev in ključnimi demo posnetki številka 1 v svojem časovnem obdobju z ženskami, starimi od 12 do 34 let. Finale prve sezone je dosegel visoko raven med osebami od 12 do 34 let (1,9) in skupno 2,1 milijona gledalcev, poleg tega pa je bil prvi v svojem časovnem obdobju med najstniki in ženskami, starimi od 12 do 34 let.
Ustvarjalec oddaje Jeff Davis je potrdil, da ima oddajo zelo veliko spletno gledanost, saj samo na spletnih platformah MTV ima do osem milijonov pretokov na epizodo. Davis je to navedel kot pomemben dejavnik, ki je prispeval k temu, da je MTV podaljšal oddajo za šesto sezono.

## Drugi mediji

### Knjiga
Junija 2012 je MTV Books izdal knjigo On Fire avtorice Nancy Holder. Na naslovnici je Tyler Posey z žarečimi rumenimi očmi na ognjeno rdečem ozadju. Knjiga pripoveduje zgodbo o Scottu McCallu in prvi sezoni Teen Wolf.

### Strip
Strip na temo oddaje je junija 2011 izdal Image Comics.

## Oddaja
Kanadski MuchMusic je serijo predvajal do leta 2014, ko je bila prestavljena na domačo različico MTV. Britanski BSkyB je prvi dve sezoni predvajal na plačljivem televizijskem kanalu Sky Living. BSkyB je prenehal s predvajanjem Teen Wolf po finalu druge sezone.